# 萨布丽娜·布莱里
萨布丽娜·布莱里（義大利語：Sabrina Bulleri，1959年1月7日—2000年4月17日），意大利女子田径运动员。她曾代表意大利参加1984年和1988年夏季残疾人奥林匹克运动会田径比赛，获得三枚金牌和三枚铜牌。